# Promalactis amphicopa
Promalactis amphicopa är en fjärilsart som beskrevs av Edward Meyrick 1908. Promalactis amphicopa ingår i släktet Promalactis och familjen praktmalar, Oecophoridae. Inga underarter finns listade i Catalogue of Life.